# SS Arabic (1908)
El SS Arabic  fue un transatlántico de 16 786 toneladas, botado el 7 de noviembre de 1908 con el nombre de SS Berlin, construido en los astilleros A. G. Weser, Alemania. Hizo su viaje inaugural el 1 de mayo de 1909, de Nueva York a Génova y Bremerhaven. En septiembre de 1914 se convirtió en un crucero auxiliar de la Marina Imperial alemana, realizando labores de buque minador durante la Primera Guerra Mundial.

## Historia

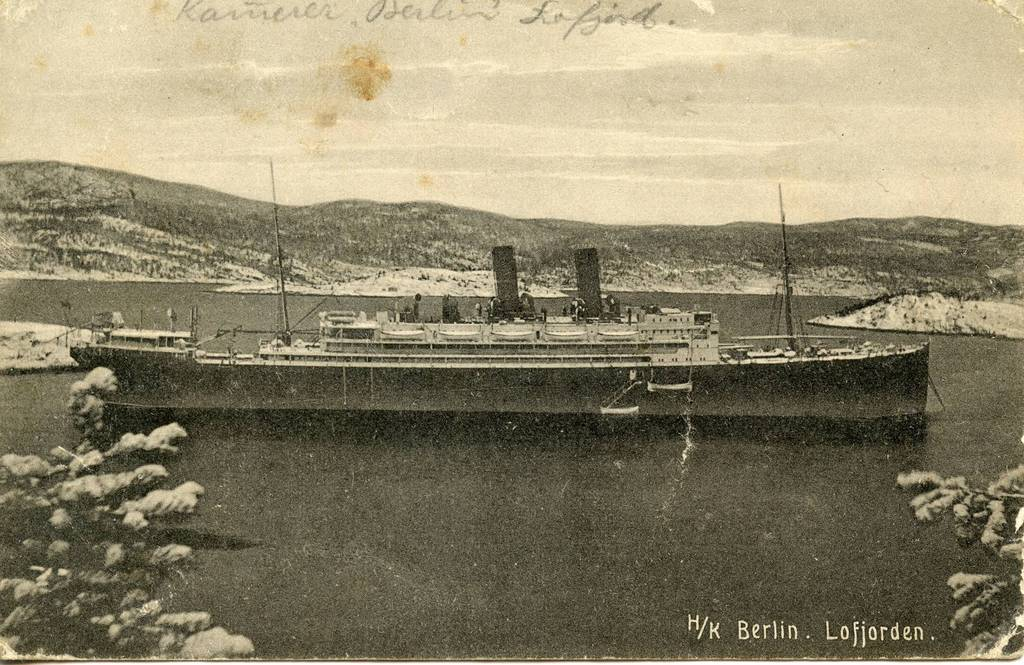
Fotografía del transatlántico cuando operaba para Alemania bajo el nombre Berlin, internado en Trondheim (Noruega), poco antes de la Primera Guerra Mundial

Tras desplegar minas en el norte de la costa irlandesa, se refugió en Trondheim al sufrir daños durante una tormenta. Después de sobreprasar las 24 horas de gracia, sin estar todavía listo para abandonar el puerto, fue internado por Noruega el 18 de noviembre de 1914.
En diciembre de 1919, fue traspasado al controlador naval bajo el control de P&O. Cerca de un año después, en 1920 fue adquirido por la naviera White Star Line, compañía basada en Liverpool, que lo acondicionó en Portsmouth, donde fue rebautizado como SS Arabic. En septiembre de 1921 hizo su viaje inaugural como barco de la White Star, en la ruta de Southampton a Nueva York. 
Posteriormente, fue trasladado a la ruta que daba servicio entre el mar Mediterráneo y Nueva York, hasta que en 1924 fue trasladado de nuevo a la ruta entre Hamburgo y Nueva York. Más tarde, ese mismo año, se hicieron modificaciones en sus instalaciones para el alojamiento de los pasajeros, y el 29 de octubre de 1926 el Arabic hizo su primer viaje bajo los colores de la Red Star Line, hasta que en 1930 fue devuelto de nuevo a la White Star, siendo de nuevo sus instalaciones modificadas. Menos de un año más tarde, fue vendido para su desguace en Génova.